# 克尼亞扎多利納
49°57′58″N 35°21′57″E / 49.96611°N 35.36583°E
克尼亞扎-多利納（烏克蘭語：Княжа Долина）是位於烏克蘭東部的村莊，由哈爾科夫州博霍杜希夫區的克拉斯諾庫特斯克市鎮負責管轄。該村始建於1699年，面積1.19平方公里，海拔高度156米，2001年人口208，人口密度每平方公里174.9人。